# Матах
Мата́х (арм. Մատաղо файле [mɑtɑ́ʁ]) — одна из национальных армянских традиций, обряд принесения животных в жертву. Смысл данного обряда — прошение у Бога прощения, здоровья или выражения благодарности.
Может сопровождаться либо благотворительной трапезой, либо раздачей мяса жертвенного животного.

## Значение слова
Дословно матах означает «вознести соль» — матуцанел (вознести) и ах (соль).

## Виды пожертвования

### Растительная жертва
Растительный компонент в пище человека, это прежде всего хлебный компонент. У армян это лаваш. В армянской культуре существует традиция приготовления жертвенного лаваша. Для такого лаваша мука определённого качества должна быть собрана в семи домах, а не просто взята из ларя. Выпекание жертвенного лаваша происходит без соли и закваски таким образом он получается пресным. Жертвенный лаваш должен быть роздан в семь домов, нуждающихся в хлебе, нуждающихся в помощи в пище. Раздают его сами жертвователи этого лаваша

### Животная жертва

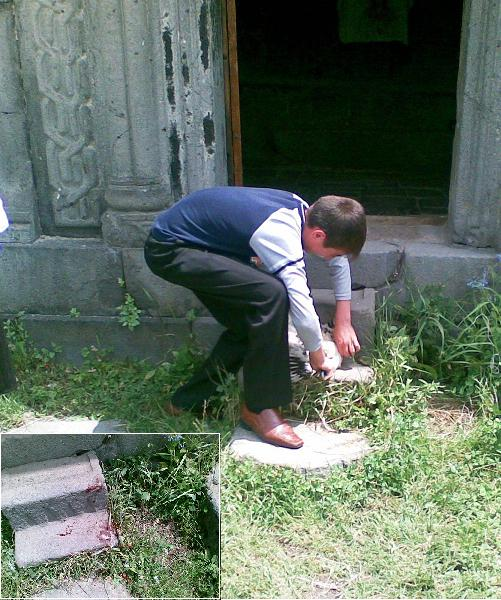
Матах петуха.

В армянской традиции существует четыре градации животных жертв:
1. Минимальная жертва — пара голубей .
2. Петух.
3. Основная жертва — баран.
4. Высшая жертва — бык.

Жертва птицей производится отдельно женщинами, а бараном отдельной семьей. Высшая жертва (жертва быком) может производиться только азгом т.е семейно-родственной группой, насчитывающей в своём составе семьи нескольких поколений и ответвлений, берущей свое начало по мужской линии от общего предка прародителя. Только азговое жертвоприношение, то есть общеобщинное, общесельское, может быть принесено в форме быка. По традиции, бык должен быть всегда мужского пола и темного, в основном, чёрного цвета.

## Порядок совершения
Для совершения матаха необходимы животное, которое должно быть особью мужского пола (ягнёнок, бычок, петух или голубь), и соль. Нельзя жертвовать больное или имеющее увечья животное, так как дары, преподносимые Богу, должны быть чистыми и непорочными. Закалывать животное должен мужчина. Голову и внутренности необходимо предавать земле, чтобы остатки животного, которое будет освящено вследствие обряда матаха, не доставались в пищу другим животным. Дарственное животное нельзя приводить в храм.
В варке жертвенного блюда участвуют женщины. Жертвенная пища не может быть зажарена. В то же время мясо может быть не только варенным, оно может быть роздано в сыром виде в семь бедных домов или потреблено самими, но с непременным приглашением соседей, родственников, и т. д.
Поскольку матах — это не кровное жертвоприношение, роль священнослужителя сводится исключительно к освящению приносимой жертвователем соли. То есть Церковью благословляется не само животное, а именно соль, так как она служит символом чистоты и освящения. Церковное обоснование присутствия в обряде соли состоит в том, что вследствие греха, совершённого Адамом, земля была проклята, и всё стало порочным, поэтому, благословляя соль, священник освящает её, и животное, принимая соль, очищается ею. Освященной солью кормится животное, после забоя мясо варится в воде, приправленной этой же солью. Ничего кроме соли к мясу не добавляется.
Вместо мяса животного может быть совершено любое пожертвование, например хлеб, другая пища, одежда, деньги и т. д. Пиршество или вкушение мяса пожертвованного животного не являются смыслом матаха, который заключается в проявлении милосердия и благотворительности: тот, кто совершает матах, подаёт хлеб насущный неимущим, тем самым исполняя заповедь.
Матах нельзя совершать в среду и пятницу, а также в дни поста. Мясо матаха запрещено хранить дома как пищу, но необходимо в тот же день съесть его за трапезой или раздать неимущим. Мясо бычка по традиции раздаётся в 40 домов, ягнёнка — в 7 домов, а петуха — в 3 дома. Традиция употребления в пищу мяса голубя утрачена среди современных армян, а потому среди невоцерковленных появилась традиция этакого «символического матаха», когда голубь выпускается в небо. Однако такая традиция не имеет в себе смысла пожертвования бедным и не подразумевает освящения соли, а потому и матахом по сути не является.
Людьми невоцерковленными, а также сектантами и христианами иных традиций, матах может восприниматься как кровная жертва, подобная ветхозаветным или языческим жертвоприношениям. Среди невоцерковленного народа существует много связываемых с матахом неправильных, схожих с язычеством обрядов и обычаев . Люди не знающие и не желающие выяснить в церкви для чего и как совершать матах, полагают необходимым привести животное к церкви с последующими действиями вроде хода вокруг храма перед убоем и манипуляциями с кровью, которой либо обмазываются сами, либо брызгают на стены. Такие действия церковью категорически не поддерживается.
Матах не является кровной жертвой, подобной ветхозаветным или языческим жертвоприношениям. Согласно христианскому вероучению, Иисус Христос пролил свою кровь за людские грехи на кресте, таким образом исчезла необходимость получения отпущения грехов пролитием крови животного, существовавшая в Ветхом Завете. Поэтому главный смысл матаха — проявление милосердия. Сама сущность матаха отвечает духу и заповедям Нового Завета и не противоречит ему. Матах — не уникальное явление в христианстве, в древней христианской церкви после литургии имели место «трапезы любви», приготовлявшиеся для больных и неимущих.
Когда делаешь обед или ужин, не зови друзей твоих, ни братьев твоих, ни родственников твоих, ни соседей богатых, чтобы и они тебя когда не позвали, и получил ты воздаяния. Но когда делаешь пир, зови нищих, увечных, хромых, слепых. И блажен будешь, что они не могут воздать тебе, ибо воздастся тебе в воскресение праведных
Лк. 14:12-14
Матах в Армянской апостольской церкви совершается по разным поводам, чаще как благодарность Богу за милость или с просьбой о помощи. Чаще всего матах исполняется как обет за благополучный исход чего-либо, например возвращения из армии сына или выздоровления от тяжелой болезни члена семьи, а также творится как ходатайство за упокой. Однако и принято делать матах в виде общественной трапезы членов прихода в период больших церковных праздников или в связи с освящением церкви.

## История
Обряд матаха появился во времена святого Григория Просветителя. Предание Армянской церкви сообщает, что по принятию христианства в Армении в 301 году, перед Церковью стал вопрос об использовании животных, прежде специально выращиваемых для принесения жертв в языческих храмах. Поскольку Жертвой Господа Иисуса Христа были устранены жертвоприношения животных, то святой Григорий Просветитель предложил использовать животных для жертвы милости. Теперь христианин мог сделать жертву не кровью животного, а виде благотворительности, раздав мясо бедным.
Известно так же, что после принятия Арменией христианства, по случаю победы в битве с гуннами царь Трдат со всем своим окружением во главе со св. Григорием Просветителем в церкви св. Иоанна Предтечи в Тароне в благодарность Богу совершил матах, заколов множество животных и раздав их народу.
Таким образом, в Армянской церкви установился обычай, не только частным образом жертвовать животных в пищу нуждающимся, но и устраивать общественные трапезы для народа в дни больших праздников, в связи с освящением церквей, хачкаров и других событий.

## Аналогичные обряды других христианских народов
Аналогичный матаху обряд существует и в Грузинской православной церкви, которая сегодня относится к числу православных церквей византийской традиции, но до VII века была тесно связанной с ААЦ и обрядово, и догматически, и иерархически.
Сохранился матах и у удин, бывших последователями Алванского католикосата Армянской Апостольской Церкви.